# Soweto Open 2011
Il Soweto Open 2011 è stato un torneo professionistico di tennis giocato sul cemento. È stata la 3ª edizione del torneo, che fa parte dell'ATP Challenger Tour nell'ambito dell'ATP Challenger Tour 2011 e dell'ITF Women's Circuit nell'ambito dell'ITF Women's Circuit 2011. Si è giocato a Johannesburg in Sudafrica dall'11 al 17 aprile 2011.

## Partecipanti ATP

### Teste di serie
| Nazionalità | Giocatore          | Ranking* | Testa di serie |
| ----------- | ------------------ | -------- | -------------- |
| Germania    | Dustin Brown       | 102      | 1              |
| Lussemburgo | Gilles Müller      | 109      | 2              |
| Polonia     | Michał Przysiężny  | 146      | 3              |
| Sudafrica   | Izak van der Merwe | 150      | 4              |
| Belgio      | Ruben Bemelmans    | 171      | 5              |
| Sudafrica   | Rik De Voest       | 185      | 6              |
| Slovacchia  | Andrej Martin      | 187      | 7              |
| Australia   | Matthew Ebden      | 198      | 8              |

- Rankings al 4 aprile 2011.

### Altri partecipanti
Giocatori che hanno ricevuto una wild card:
- Warren Kuhn
- Renier Moolman
- Ruan Roelofse
- Nikala Scholtz

Giocatori passati dalle qualificazioni:
- Chris Eaton
- Toshihide Matsui
- Denys Molčanov
- Stanislav Vovk

## Partecipanti WTA

### Teste di serie
| Nazionalità | Giocatrice      | Ranking* | Testa di serie |
| ----------- | --------------- | -------- | -------------- |
| Regno Unito | Anne Keothavong | 107      | 1              |
| Rep. Ceca   | Petra Cetkovská | 125      | 2              |
| Russia      | Nina Bratčikova | 129      | 3              |
| Rep. Ceca   | Eva Birnerová   | 133      | 4              |
| Lussemburgo | Mandy Minella   | 137      | 5              |
| Lussemburgo | Anne Kremer     | 148      | 6              |
| Italia      | Corinna Dentoni | 149      | 7              |
| Germania    | Kathrin Wörle   | 153      | 8              |

- Rankings al 4 aprile 2011.

### Altre partecipanti
Giocatrici che hanno ricevuto una wild card:
- Natasha Fourouclas
- Lynn Kiro
- Zarah Razafimahatratra
- Madri Le Roux

Giocatrici passati dalle qualificazioni:
- Gally de Wael
- Kim Grajdek
- Teodora Mirčić
- Asia Muhammad

## Campioni

### Singolare maschile
Izak van der Merwe ha battuto in finale  Rik De Voest con il punteggio di 6(2)–7, 7–5, 6–3

### Singolare femminile
Valerija Savinych ha battuto in finale  Petra Cetkovská con il punteggio di 6–1, 6–2

### Doppio maschile
Michael Kohlmann /  Alexander Peya hanno battuto in finale  Andre Begemann /  Matthew Ebden con il punteggio di 6–2, 6–2

### Doppio femminile
Tutti match di doppio sono stati sospesi nelle semifinali dal supervisore a causa della forte pioggia.